# Arantzabela
Arantzabela est un quartier de Vitoria-Gasteiz en Pays basque dans la province d'Alava (Espagne).

## Étymologie
Arantzabela apparait dans l'histoire sous les formes Aransabela et Aranzabela, au XVIIIe siècle. La Docteur en philologie Elena Martinez de Madina pense qu'il vient de: Aran (prune) + sabela (ventre, panse).